# 9 Metida
9 Metida (starogrško Μήτις, latinizirano: Métis) je eden izmed največjih asteroidov v asteroidnem pasu.

## Odkritje
Asteroid Metida je kot edini asteroid odkril Andrew Graham 25. aprila 1848. Na Irskem je bil z opazovanji odkrit samo ta asteroid. Ime je dobil po Metidi, ki je bila hčerka Tetije in Okeana
iz grške mitologije. Najprej je dobil ime Tetija, kar pa so pozneje preklicali in je to ime dobil drugi asteroid  17 Tetija.

## Lastnosti
Asteroid 9 Metida je sestavljen iz silikatov in kovinske zlitine niklja in železa. Verjetno je ostanek velikega asteroida, ki je bil ob močnem trku v preteklosti uničen.. 
Ocenjujejo, da je površina sestavljena iz od 30 do 40 % olivine bogatega na kovinah. Ostalo je zlitina železa in niklja (60 do 70 %)  
Asteroid so raziskovali z Vesoljskim teleskopom Hubble. Analiza svetlobnih krivulj je pokazala, da ima asteroid podolgovato obliko. Radarska opazovanja so pokazala, da ima na površini večjo ravno področje, kar se ujema z rezultati analize svetlobnih krivulj.
Smer vrtenja asteroida še ni znana. Analiza svetlobnih krivulj je pokazala, da pol kaže proti ekliptičnm koordinatam (β, λ) = (23°, 181°) ali (9°, 359°) (z 10 % možno napako
V preteklosti so opazovali že 5 okultacij z zvezdo.
Na podlagi svetlobnih krivulj so najprej mislili, da ima tudi svojo luno. Poznejše raziskave tega niso potrdile. Tudi raziskave z Vesoljskim teleskopom Hubble v letu 1993 niso odkrile nobene lune.

## Družina asteroida
Včasih so mislili, da Metida pripada asteroidni družini, ki so jo imenovali Metidina družina. Pozneje niso našli skupine asteroidov, ki bi jih lahko prištevali k družini. Spektralne analize so pokazale, da sta si Metida in 113 Amalteja precej podobna. To je dalo domneve, da sta ostanka zelo stare družine (najmanj 1 G let). Člani te družine so se zaradi medsebojnih trkov zdrobili. Domnevni starševski asteroid je imel v premeru od 300 do 400 km, doživel pa je tudi razslojevanje. Asteroid Metida je verjetno ostanek jedra, Amalteja pa je ostanek skorje prvotnega asteroida.